# Venom (Impellitteri)
Venom è il decimo album in studio della band heavy metal statunitense Impellitteri, pubblicato il 4 marzo 2015 per la Frontiers Records.

## Tracce
1. Venom – 3:03
2. Empire of Lies – 2:49
3. We Own the Night – 3:30
4. Nightmare – 3:57
5. Face the Enemy – 5:31
6. Domino Theory – 3:23
7. Jehovah – 3:13
8. Rise – 3:13
9. Time Machine – 3:13
10. Holding On – 3:30

## Formazione
- Rob Rock – voce
- Chris Impellitteri – chitarra
- James Pulli – basso
- Jon Dette – batteria